# 湖南中医薬大学
湖南中医薬大学（こなんちゅういやくだいがく、英語: Hunan University of Chinese Medicine）は、湖南省長沙市岳麓区に本部を置く中国の公立大学。1934年創立、1960年大学設置。
2019年9月時点では、学校の面積は1393畝、建築面積は47万平方メートル、本科生15,100人、研究生2,746人、教職員1,488人。

## 略歴
- 1933年冬、湖南中医薬大学の起源となる湖南国医専科学校を湖南中医薬医生呉漢仙・張牧庵・易南坡・劉岳侖・王紆青・鄭守謙・郭厚坤・黄菊翹等が設立。
- 1934年春、湖南国医専科学校開設、初代学長は呉漢仙、董事長・顧問は易南坡、名誉学長は何健（湖南省政府主席）。
- 1952年冬、湖南省衛生庁唐構宇等人設立湖南省中医進修学校。
- 1953年9月30日-10月7日、湖南省中医進修学校開設。1958年、「湖南中医学院」と改称。
- 1960年11月1日、湖南中医学院開設。
- 1986年、校訓「文明・求実・継承・創新」制定。
- 1990年、元湖南科技大学を吸収合併する。
- 2002年、湖南中医学院と湖南省中医薬研究院が合併し「新湖南中医学院」設立。
- 2006年2月14日、名称を湖南中医薬大学に変更。

## 基礎データ
- 所在地
  - 長沙市含浦校区
  - 長沙市東塘校区

- 校訓
  - 「文明・求実・継承・創新」

- 校歌
  - 「湖南中医薬大学校歌」

## 組織
「学院」も「系」も日本の大学の学部にほぼ相当する。「学部」は「学院」と「系」の上の編成で、実体はなく、日本の「学部」とは位置付けが異なっている。妙訳がないのでそのまま記す。
- 医学院
- 中医学院
- 第一中医臨床学院
- 第二中医臨床学院
- 中西医結合学院
- 薬学院
- 針灸推拿学院
- 管理・信息工程学院
- 人文社科学院
- 護理学院
- 湘杏学院
- 国際教育学院
- 継續教育学院
- 研究生院
- 体育芸術部
- 社会科学部

## 附属機関

### 附属図書館
湖南中医薬大学図書館、蔵書数は全館合計で約109.1万冊

### 附属医院
- 第一附属医院
- 第二附属医院（湖南省中医院）
- 附属中西医結合医院（湖南省中医薬研究院附属医院）
- 附属人民医院（湖南省第二人民医院、湖南省脳科医院）
- 附属衡陽医院（衡陽市中医医院）
- 附属常徳医院（常徳市第一中医院）
- 附属洛陽正骨医院（河南省洛陽正骨医院）
- 附属寧郷人民医院（寧郷市人民医院）
- 附属岳陽医院（岳陽市中医院）
- 附属第二中西医結合医院（瀏陽市中医医院）
- 附属深圳福田中医院（深圳市福田区中医院）
- 附属重慶墊江医院（重慶市墊江県中医院）
- 附属長沙医院（長沙市中医医院、長沙市第八医院）

## 大学の人物一覧

### 教授
- 学長：譚達全
- 党委書記：黄恵勇

### 歴代学長
| 姓名   | 職務                     | 就任年月   | 退任年月   | 注 |
| ------ | ------------------------ | ---------- | ---------- | -- |
| 譚日強 | 副学長                   | 1960年08月 | 1984年02月 |    |
| 崔洪源 | 副学長                   | 1960年10月 | 1970年05月 |    |
| 盛翼聯 | 学長                     | 1962年04月 | 1964年05月 |    |
| 馮国英 | 党委書記                 | 1962年12月 | 1966年06月 |    |
| 王志林 | 学長                     | 1964年05月 | 1969年10月 |    |
| 樊致祥 | 党委書記                 | 1964年06月 | 1971年10月 |    |
| 李聡甫 | 副学長                   | 1965年11月 | 1973年     |    |
| 郭旭林 | 党委書記                 | 1969年12月 | 1978年04月 |    |
| 蒋震   | 党委書記                 | 1970年09月 | 1973年01月 |    |
| 李万通 | 副党委書記・副学長       | 1971年08月 | 1978年12月 |    |
| 蘇明   | 革委会副主任             | 1973年06月 | 1978年04月 |    |
| 李葆栄 | 副党委書記・副学長       | 1973年08月 | 1982年04月 |    |
| 鄭春林 | 副党委書記               | 1973年10月 | 1978年04月 |    |
| 谷曼   | 革委会副主任             | 1973年11月 | 1978年04月 |    |
| 佟英   | 党委書記                 | 1975年08月 | 1978年04月 |    |
| 慕君   | 副党委書記・革委会副主任 | 1975年12月 | 1978年04月 |    |
| 蘇野   | 党委書記・学長           | 1978年04月 | 1979年04月 |    |
| 董早冬 | 副党委書記・副学長       | 1978年04月 | 1982年04月 |    |
| 段炳英 | 副学長                   | 1978年04月 | 1982年04月 |    |
| 王有功 | 副学長                   | 1978年04月 | 1982年05月 |    |
| 覃遵双 | 党委書記                 | 1978年12月 | 1989年10月 |    |
| 羅年豊 | 副学長                   | 1979年09月 | 1982年04月 |    |
| 程岑華 | 副学長                   | 1980年04月 | 1983年10月 |    |
| 劉偉士 | 副学長                   | 1981年11月 | 1994年02月 |    |
| 蕭佐桃 | 学長                     | 1981年12月 | 1989年10月 |    |
| 范晨鐘 | 顧問                     | 1982年04月 | 1982年12月 |    |
| 王永和 | 副学長                   | 1982年04月 | 1985年12月 |    |
| 李樹海 | 党委書記                 | 1983年04月 | 1987年01月 |    |
| 鄧岳仲 | 紀委書記                 | 1983年04月 | 1989年10月 |    |
| 陳大舜 | 党委書記                 | 1983年09月 | 2002年     |    |
| 朱文鋒 | 副党委書記               | 1985年10月 | 2002年     |    |
| 劉志輝 | 副学長                   | 1985年10月 | 1994年02月 |    |
| 岳済英 | 紀委書記                 | 1989年10月 | 2000年12月 |    |
| 柳樹誠 | 副党委書記・副学長       | 1990年09月 | 1997年02月 |    |
| 毛祖耀 | 工会主席                 | 1990年09月 | 1996年05月 |    |
| 滕久祥 | 副学長                   | 1994年02月 | 2007年05月 |    |
| 李靭   | 副学長                   | 1994年05月 | 1997年07月 |    |
| 張運波 | 督導員                   | 1998年07月 | 2002年12月 |    |
| 尤昭玲 | 副学長・学長             | 1994年02月 | 2009年12月 |    |
| 蔡光先 | 党委書記・学長           | 2002年04月 | 2011年09月 |    |
| 陳弘   | 副党委書記               | 2007年01月 | 2012年04月 |    |

## 対外関係
- 日本
  - 札幌大学
  - 札幌青葉鍼灸柔整専門学校
- 香港
  - 香港大学
- マカオ
  - 澳門科技大学
- シンガポール
  - シンガポール中医学院
- マレーシア
  - リンカーン大学
- 韓国
  - 圓光大学校